# (100456) Chichén Itzá
(100456) Chichén Itzá, internationalement (100456) Chichn Itza, est un astéroïde de la ceinture principale.

## Description
(100456) Chichén Itzá est un astéroïde de la ceinture principale. Il fut découvert le 2 octobre 1996 à Colleverde par Vincenzo Silvano Casulli. Il présente une orbite caractérisée par un demi-grand axe de 2,73 UA, une excentricité de 0,20 et une inclinaison de 6,6° par rapport à l'écliptique.